# Список депутатов Парламента Грузии созыва 2012—2016 годов
Ниже приведен список имен депутатов, которые избраны в Парламент Грузии 1 октября 2012 года, а также доизбранных позднее.

## Список
| ФИО                                | Партия                                    | Дата начала полномочий | Примечание                                      |
| ---------------------------------- | ----------------------------------------- | ---------------------- | ----------------------------------------------- |
| Абашидзе, Зураб (род. 1973)        | Грузинская мечта — Демократическая Грузия | 21 октября 2012        |                                                 |
| Авдалиани, Тамаз (род. 1964)       | Грузинская мечта — Демократическая Грузия | 21 октября 2012        | до 31 января 2015 года умер 30 января 2015 года |
| Агулашвили, Гигла (род. 1964)      | Грузинская мечта — Демократическая Грузия | 21 октября 2012        | до 8 мая 2015 года                              |
| Аласания, Ираклий (род. 1973)      | Грузинская мечта — Демократическая Грузия | 21 октября 2012        | до 7 ноября 2012 года                           |
| Ахалая, Роланд (род. 1973)         | Единое национальное движение              | 21 октября 2012        |                                                 |
| Ачба, Владимир (род. 1948)         | Грузинская мечта — Демократическая Грузия | 27 октября 2015        |                                                 |
| Бакрадзе, Давид (род. 1972)        | Единое национальное движение              | 21 октября 2012        |                                                 |
| Барамидзе, Георгий (род. 1968)     | Единое национальное движение              | 21 октября 2012        |                                                 |
| Бараташвили, Паата (род. 1953)     | Грузинская мечта — Демократическая Грузия | 21 октября 2012        |                                                 |
| Башелеишвили, Демур (род. 1943)    | Грузинская мечта — Демократическая Грузия | 21 октября 2012        |                                                 |
| Бежашвили, Леван (род. 1974)       | Единое национальное движение              | 21 октября 2012        |                                                 |
| Бежуашвили, Давид (род. 1969)      | Единое национальное движение              | 21 октября 2012        |                                                 |
| Бердзенишвили, Давид (род. 1960)   | Грузинская мечта — Демократическая Грузия | 21 октября 2012        |                                                 |
| Бердзенишвили, Давид (род. 1953)   | Грузинская мечта — Демократическая Грузия | 21 октября 2012        |                                                 |
| Беселия, Эка (род. 1971)           | Грузинская мечта — Демократическая Грузия | 21 октября 2012        |                                                 |
| Бобохидзе, Акакий (род. 1964)      | Единое национальное движение              | 21 октября 2012        |                                                 |
| Бокучава, Тинатин (род. 1983)      | Единое национальное движение              | 21 октября 2012        |                                                 |
| Болквадзе, Анзор (род. 1960)       | Единое национальное движение              | 21 октября 2012        |                                                 |
| Букия, Гига (род. 1967)            | Грузинская мечта — Демократическая Грузия | 21 октября 2012        |                                                 |
| Букия, Годердзи (род. 1951)        | Единое национальное движение              | 21 октября 2012        |                                                 |
| Буцхрикидзе, Каха (род. 1972)      | Единое национальное движение              | 21 октября 2012        |                                                 |
| Габашвили, Георгий (род. 1973)     | Единое национальное движение              | 21 октября 2012        |                                                 |
| Вахтангашвили, Малхаз (род. 1972)  | Грузинская мечта — Демократическая Грузия | 21 октября 2012        |                                                 |
| Вашадзе, Георгий (род. 1981)       | Единое национальное движение              | 21 октября 2012        |                                                 |
| Верулашвили, Марика (род. 1971)    | Единое национальное движение              | 21 октября 2012        |                                                 |
| Вольский, Георгий (род. 1957)      | Грузинская мечта — Демократическая Грузия | 21 октября 2012        |                                                 |
| Гарибашвили, Ираклий (род. 1982)   | Грузинская мечта — Демократическая Грузия | 21 октября 2012        | до 7 ноября 2012 года                           |
| Гачечиладзе, Георгий (род. 1954)   | Грузинская мечта — Демократическая Грузия | 21 октября 2012        |                                                 |
| Гвиниашвили, Георгий (род. 1969)   | Единое национальное движение              | 21 октября 2012        |                                                 |
| Гелашвили, Валерий (род. 1960)     | Грузинская мечта — Демократическая Грузия | 21 октября 2012        |                                                 |
| Гелашвили, Гела (род. 1959)        | Грузинская мечта — Демократическая Грузия | 21 октября 2012        |                                                 |
| Гогоришвили, Хатуна (род. 1964)    | Единое национальное движение              | 21 октября 2012        |                                                 |
| Гогуадзе, Нино (род. 1958)         | Грузинская мечта — Демократическая Грузия | 21 октября 2012        |                                                 |
| Гозалишвили, Георгий (род. 1954)   | Единое национальное движение              | 21 октября 2012        |                                                 |
| Гуджабидзе, Бидзина (род. 1956)    | Грузинская мечта — Демократическая Грузия | 21 октября 2012        |                                                 |
| Данелия, Сосо (род. 1956)          | Грузинская мечта — Демократическая Грузия | 25 ноября 2015 года    |                                                 |
| Давиташвили, Коба (род. 1971)      | Грузинская мечта — Демократическая Грузия | 21 октября 2012        |                                                 |
| Дарзиев, Махир (род. 1957)         | Грузинская мечта — Демократическая Грузия | 21 октября 2012        |                                                 |
| Дарцмелидзе, Давид (род. 1979)     | Единое национальное движение              | 21 октября 2012        |                                                 |
| Дарчиашвили, Давид (род. 1960)     | Единое национальное движение              | 21 октября 2012        |                                                 |
| Джанашия, Наули (1947—2015)        | Единое национальное движение              | 21 октября 2012        | умер 18 марта 2015 года                         |
| Джапаридзе, Виктор (род. 1966)     | Грузинская мечта — Демократическая Грузия | 21 октября 2012        |                                                 |
| Джапаридзе, Зураб (род. 1976)      | Единое национальное движение              | 21 октября 2012        |                                                 |
| Джапаридзе, Тамаз (род. 1956)      | Грузинская мечта — Демократическая Грузия | 21 октября 2012        |                                                 |
| Джапаридзе, Тедо (род. 1946)       | Грузинская мечта — Демократическая Грузия | 21 октября 2012        |                                                 |
| Джачвлиани, Иосиф (род. 1958)      | Грузинская мечта — Демократическая Грузия | 21 октября 2012        |                                                 |
| Джорджолиани, Гия (род. 1954)      | Грузинская мечта — Демократическая Грузия | 21 октября 2012        |                                                 |
| Дзидзигури, Звиад (род. 1964)      | Грузинская мечта — Демократическая Грузия | 21 октября 2012        |                                                 |
| Долидзе, Виктор (род. 1973)        | Грузинская мечта — Демократическая Грузия | 21 октября 2012        |                                                 |
| Думбадзе, Мурман (род. 1960)       | Грузинская мечта — Демократическая Грузия | 21 октября 2012        |                                                 |
| Енукидзе, Гоча (род. 1962)         | Единое национальное движение              | 21 октября 2012        |                                                 |
| Жвания, Георгий (род. 1968)        | Грузинская мечта — Демократическая Грузия | 21 октября 2012        |                                                 |
| Закареишвили, Паата (род. 1958)    | Грузинская мечта — Демократическая Грузия | 21 октября 2012        | до 7 ноября 2012 года                           |
| Звиадаури, Зураб (род. 1980)       | Грузинская мечта — Демократическая Грузия | 21 октября 2012        |                                                 |
| Имерлишвили, Ирина (род. 1971)     | Грузинская мечта — Демократическая Грузия | 21 октября 2012        |                                                 |
| Кавтарадзе, Георгий (род. 1940)    | Грузинская мечта — Демократическая Грузия | 21 октября 2012        |                                                 |
| Каладзе, Каха (род. 1978)          | Грузинская мечта — Демократическая Грузия | 21 октября 2012        | до 7 ноября 2012 года                           |
| Канделаки, Георгий (род. 1982)     | Единое национальное движение              | 21 октября 2012        |                                                 |
| Кантария, Александр (род. 1959)    | Грузинская мечта — Демократическая Грузия | 21 октября 2012        |                                                 |
| Карбелашвили, Георгий (род. 1962)  | Единое национальное движение              | 21 октября 2012        |                                                 |
| Кардава, Леван (род. 1980)         | Единое национальное движение              | 21 октября 2012        |                                                 |
| Кахиани, Георгий (род. 1973)       | Грузинская мечта — Демократическая Грузия | 17 мая 2012            |                                                 |
| Качахидзе, Мераб (род. 1966)       | Грузинская мечта — Демократическая Грузия | 21 октября 2012        |                                                 |
| Качеишвили, Тамаз (род. 1941)      | Грузинская мечта — Демократическая Грузия | 21 октября 2012        |                                                 |
| Кбалишвили, Арчил (род. 1971)      | Грузинская мечта — Демократическая Грузия | 21 октября 2012        | до 7 ноября 2012 года                           |
| Квачантирадзе, Звиад (род. 1965)   | Грузинская мечта — Демократическая Грузия | 21 октября 2012        |                                                 |
| Квижинадзе, Паата (род. 1964)      | Грузинская мечта — Демократическая Грузия | 21 октября 2012        |                                                 |
| Кеделашвили, Заза (род. 1983)      | Единое национальное движение              | 21 октября 2012        |                                                 |
| Кеинишвили, Нана (род. 1962)       | Грузинская мечта — Демократическая Грузия | 21 октября 2012        |                                                 |
| Кигурадзе, Иван (род. 1937)        | Грузинская мечта — Демократическая Грузия | 21 октября 2012        |                                                 |
| Кикнавелидзе, Паата (род. 1975)    | Грузинская мечта — Демократическая Грузия | 17 мая 2013            |                                                 |
| Кикнавелидзе, Шалва (род. 1987)    | Грузинская мечта — Демократическая Грузия | 21 октября 2012        |                                                 |
| Кипшидзе, Николоз (род. 1952)      | Единое национальное движение              | 21 октября 2012        |                                                 |
| Кобахидзе, Манана (род. 1968)      | Грузинская мечта — Демократическая Грузия | 21 октября 2012        |                                                 |
| Копалиани, Карло (род. 1959)       | Грузинская мечта — Демократическая Грузия | 21 октября 2012        |                                                 |
| Кордзая, Тамар (род. 1977)         | Грузинская мечта — Демократическая Грузия | 17 мая 2013            |                                                 |
| Кублашвили, Павел (род. 1976)      | Единое национальное движение              | 21 октября 2012        |                                                 |
| Куртанидзе, Эльдар (род. 1972)     | Грузинская мечта — Демократическая Грузия | 17 мая 2013            |                                                 |
| Куцнашвили, Закария (род. 1972)    | Грузинская мечта — Демократическая Грузия | 21 октября 2012        |                                                 |
| Лежава, Паата (род. 1972)          | Единое национальное движение              | 21 октября 2012        |                                                 |
| Лемонджава, Вахтанг (род. 1962)    | Единое национальное движение              | 21 октября 2012        |                                                 |
| Липартелиани, Гоги (род. 1952)     | Единое национальное движение              | 21 октября 2012        |                                                 |
| Лондаридзе, Тариел (род. 1968)     | Единое национальное движение              | 21 октября 2012        |                                                 |
| Лорткипанидзе, Дато (род. 1963)    | Грузинская мечта — Демократическая Грузия | 13 ноября 2012         |                                                 |
| Маградзе, Гугули (род. 1945)       | Грузинская мечта — Демократическая Грузия | 21 октября 2012        |                                                 |
| Майсурадзе, Темур (род. 1959)      | Грузинская мечта — Демократическая Грузия | 21 октября 2012        |                                                 |
| Малашхия, Шота (род. 1962)         | Единое национальное движение              | 21 октября 2012        |                                                 |
| Мамедов, Али (род. 1959)           | Грузинская мечта — Демократическая Грузия | 21 октября 2012        |                                                 |
| Махарадзе, Михаил (род. 1946)      | Единое национальное движение              | 21 октября 2012        |                                                 |
| Мачавариани, Михаил (род. 1968)    | Единое национальное движение              | 21 октября 2012        |                                                 |
| Мегрелидзе, Омар (род. 1962)       | Единое национальное движение              | 21 октября 2012        |                                                 |
| Меладзе, Георгий (род. 1972)       | Единое национальное движение              | 21 октября 2012        |                                                 |
| Меликишвили, Зураб (род. 1971)     | Единое национальное движение              | 21 октября 2012        |                                                 |
| Мечиаури, Тамаз (род. 1954)        | Грузинская мечта — Демократическая Грузия | 13 ноября 2012         |                                                 |
| Минашвили, Акакий (род. 1980)      | Единое национальное движение              | 21 октября 2012        |                                                 |
| Миротадзе, Ани (род. 1975)         | Грузинская мечта — Демократическая Грузия | 21 октября 2012        |                                                 |
| Мисабишвили, Гурам (род. 1954)     | Единое национальное движение              | 21 октября 2012        |                                                 |
| Мкоян, Энзел (род. 1959)           | Единое национальное движение              | 21 октября 2012        |                                                 |
| Надирашвили, Ирма (род. 1970)      | Единое национальное движение              | 21 октября 2012        |                                                 |
| Накопия, Коба (род. 1969)          | Единое национальное движение              | 21 октября 2012        |                                                 |
| Нацвлишвили, Лаша (род. 1966)      | Грузинская мечта — Демократическая Грузия | 21 октября 2012        | до 7 ноября 2015 года                           |
| Неградзе, Теймураз (род. 1954)     | Грузинская мечта — Демократическая Грузия | 27 мая 2015            |                                                 |
| Николайшвили, Рамаз (род. 1965)    | Единое национальное движение              | 21 октября 2012        |                                                 |
| Нишнианидзе, Омар (род. 1952)      | Грузинская мечта — Демократическая Грузия | 13 ноября 2012         |                                                 |
| Одишария, Мири (род. 1951)         | Грузинская мечта — Демократическая Грузия | 21 октября 2012        | до 7 ноября 2012                                |
| Окриашвили, Кахабер (род. 1966)    | Единое национальное движение              | 21 октября 2012        |                                                 |
| Онопришвили, Давид (род. 1961)     | Грузинская мечта — Демократическая Грузия | 21 октября 2012        |                                                 |
| Очиаури, Георгий (1927—2017)       | Единое национальное движение              | 21 октября 2012        | до 18 марта 2015                                |
| Панджикидзе, Майя (род. 1960)      | Грузинская мечта — Демократическая Грузия | 21 октября 2012        | до 7 ноября 2012 года                           |
| Папуашвили, Заза (род. 1964)       | Грузинская мечта — Демократическая Грузия | 21 октября 2012        |                                                 |
| Пеикришвили, Георгий (род. 1958)   | Единое национальное движение              | 21 октября 2012        |                                                 |
| Петриашвили, Алексей (род. 1970)   | Грузинская мечта — Демократическая Грузия | 21 октября 2012        | до 7 ноября 2012 года                           |
| Петросян, Самвел (род. 1954)       | Единое национальное движение              | 21 октября 2012        |                                                 |
| Погосян, Руслан (род. 1982)        | Грузинская мечта — Демократическая Грузия | 21 октября 2012        |                                                 |
| Попхадзе, Гедеван (род. 1975)      | Грузинская мечта — Демократическая Грузия | 21 октября 2012        |                                                 |
| Ратиани, Серго (род. 1967)         | Единое национальное движение              | 21 октября 2012        |                                                 |
| Саганелидзе, Давид (род. 1959)     | Грузинская мечта — Демократическая Грузия | 21 октября 2012        | до 30 сентября 2015 года                        |
| Саджая, Мариам (род. 1991)         | Единое национальное движение              | 21 октября 2012        |                                                 |
| Сакварелидзе, Давид (род. 1981)    | Единое национальное движение              | 21 октября 2012        | до 4 марта 2015 года                            |
| Сакварелидзе, Придон (род. 1954)   | Грузинская мечта — Демократическая Грузия | 21 октября 2012        |                                                 |
| Самхараули, Гела (род. 1970)       | Грузинская мечта — Демократическая Грузия | 21 октября 2012        |                                                 |
| Саникидзе, Губаз (род. 1967)       | Грузинская мечта — Демократическая Грузия | 21 октября 2012        |                                                 |
| Сесиашвили, Ираклий (род. 1974)    | Грузинская мечта — Демократическая Грузия | 21 октября 2012        |                                                 |
| Субари, Созар (род. 1964)          | Грузинская мечта — Демократическая Грузия | 21 октября 2012        | до 7 ноября 2012 года                           |
| Субелиани, Коба (род. 1978)        | Единое национальное движение              | 21 октября 2012        |                                                 |
| Сулейманов, Азер (род. 1967)       | Единое национальное движение              | 21 октября 2012        |                                                 |
| Тактакишвили, Чиора (род. 1981)    | Единое национальное движение              | 21 октября 2012        |                                                 |
| Тамазашвили, Александр (род. 1985) | Грузинская мечта — Демократическая Грузия | 21 октября 2012        |                                                 |
| Таргамадзе, Георгий (род. 1968)    | Единое национальное движение              | 21 октября 2012        |                                                 |
| Тархнишвили, Леван (род. 1971)     | Единое национальное движение              | 1 апреля 2015          |                                                 |
| Тевдорадзе, Георгий (род. 1975)    | Единое национальное движение              | 21 октября 2012        |                                                 |
| Ткемаладзе, Зураб (род. 1944)      | Грузинская мечта — Демократическая Грузия | 21 октября 2012        |                                                 |
| Топадзе, Георгий (род. 1940)       | Грузинская мечта — Демократическая Грузия | 21 октября 2012        |                                                 |
| Трипольский, Эрекле (род. 1951)    | Грузинская мечта — Демократическая Грузия | 21 октября 2012        |                                                 |
| Усупашвили, Давид (род. 1968)      | Грузинская мечта — Демократическая Грузия | 21 октября 2012        |                                                 |
| Хабарели, Шота (род. 1956)         | Грузинская мечта — Демократическая Грузия | 21 октября 2012        |                                                 |
| Хабелов, Лери (род. 1964)          | Грузинская мечта — Демократическая Грузия | 21 октября 2012        |                                                 |
| Хабулиани, Серго (род. 1961)       | Единое национальное движение              | 21 октября 2012        |                                                 |
| Хадури, Нодар (род. 1970)          | Грузинская мечта — Демократическая Грузия | 21 октября 2012        | до 7 ноября 2012 года                           |
| Халваши, Пати (род. 1962)          | Грузинская мечта — Демократическая Грузия | 21 октября 2012        |                                                 |
| Халваши, Ростом (род. 1953)        | Грузинская мечта — Демократическая Грузия | 21 октября 2012        |                                                 |
| Хачидзе, Георгий (род. 1974)       | Единое национальное движение              | 21 октября 2012        |                                                 |
| Хведелидзе, Гела (род. 1966)       | Грузинская мечта — Демократическая Грузия | 21 октября 2012        | до 7 ноября 2012 года                           |
| Хечинашвили, Георгий (род. 1952)   | Грузинская мечта — Демократическая Грузия | 21 октября 2012        |                                                 |
| Херхеулидзе, Екатерина (род. 1972) | Единое национальное движение              | 18 марта 2015          |                                                 |
| Хидашели, Тамар (род. 1979)        | Грузинская мечта — Демократическая Грузия | 25 ноября 2015         |                                                 |
| Хидашели, Тинатин (род. 1973)      | Грузинская мечта — Демократическая Грузия | 21 октября 2012        | до 8 мая 2015 года                              |
| Хмаладзе, Вахтанг (род. 1947)      | Грузинская мечта — Демократическая Грузия | 21 октября 2012        |                                                 |
| Хубулури, Тенгиз (род. 1955)       | Грузинская мечта — Демократическая Грузия | 13 ноября 2012         |                                                 |
| Хундадзе, Дмитрий (род. 1968)      | Грузинская мечта — Демократическая Грузия | 21 октября 2012        |                                                 |
| Цагереишвили, Георгий (род. 1969)  | Грузинская мечта — Демократическая Грузия | 13 ноября 2012         |                                                 |
| Церетели, Георгий (род. 1964)      | Единое национальное движение              | 21 октября 2012        |                                                 |
| Церетели, Малхаз (род. 1959)       | Грузинская мечта — Демократическая Грузия | 21 октября 2012        |                                                 |
| Циклаури, Мириан (род. 1960)       | Грузинская мечта — Демократическая Грузия | 21 октября 2012        |                                                 |
| Цискаришвили, Пётр (род. 1974)     | Единое национальное движение              | 21 октября 2012        |                                                 |
| Цулукиани, Теа (род. 1975)         | Грузинская мечта — Демократическая Грузия | 21 октября 2012        | до 7 ноября 2012 года                           |
| Чавчанидзе, Давид (род. 1973)      | Единое национальное движение              | 21 октября 2012        |                                                 |
| Чапидзе, Элисо (род. 1974)         | Грузинская мечта — Демократическая Грузия | 21 октября 2012        |                                                 |
| Чиковани, Ираклий (род. 1980)      | Грузинская мечта — Демократическая Грузия | 21 октября 2012        |                                                 |
| Чилингарашвили, Зураби (род. 1965) | Единое национальное движение              | 21 октября 2012        |                                                 |
| Читашвили, Важа (род. 1963)        | Единое национальное движение              | 21 октября 2012        |                                                 |
| Чкуасели, Теймураз (род. 1944)     | Грузинская мечта — Демократическая Грузия | 21 октября 2012        |                                                 |
| Чрдилели, Отар (род. 1974)         | Грузинская мечта — Демократическая Грузия | 13 ноября 2012         |                                                 |
| Чхаидзе, Теймураз (род. 1955)      | Грузинская мечта — Демократическая Грузия | 21 октября 2012        |                                                 |
| Чхетиани, Дареджан (род. 1955)     | Грузинская мечта — Демократическая Грузия | 11 декабря 2013        |                                                 |
| Шавгулидзе, Шалва (род. 1957)      | Грузинская мечта — Демократическая Грузия | 21 октября 2012        |                                                 |
| Шавлохашвили, Реваз (род. 1964)    | Единое национальное движение              | 21 октября 2012        |                                                 |
| Шервашидзе, Яша (род. 1957)        | Единое национальное движение              | 21 октября 2012        |                                                 |
| Шиошвили, Тамаз (род. 1976)        | Грузинская мечта — Демократическая Грузия | 21 октября 2012        |                                                 |
| Эбаноидзе, Нодар (род. 1958)       | Грузинская мечта — Демократическая Грузия | 21 октября 2012        |                                                 |